# Okres Jindřichův Hradec
Okres Jindřichův Hradec (deutsch Bezirk Neuhaus) im Jihočeský kraj gehört mit 1.944 km² zu den größten Bezirken in Tschechien. Der größte Teil liegt in der Böhmisch-Mährischen Höhe. Eine Ausnahme bildet die Wittingauer Pfanne, eine leicht hügelige Ebene. Wichtigste Flüsse sind die Lainsitz und die Naser. Das Klima ist warm, aber durch die großen Wasserflächen auch feucht.
Im Bezirk leben rund 93.000 Einwohner in 106 Gemeinden und 289 Ortsteilen. In den 13 Städten Jindřichův Hradec, České Velenice, Dačice, Deštná, Kardašova Řečice, Lomnice nad Lužnicí, Nová Bystřice, Nová Včelnice, Slavonice, Stráž nad Nežárkou, Strmilov, Suchdol nad Lužnicí, Třeboň lebt etwa die Hälfte der Bevölkerung.
Im Bezirk gibt es 16.000 Gewerbetreibende; den Schwerpunkt bildet das verarbeitende Gewerbe, die Lebensmittel- und Textilindustrie, die Holzverarbeitung, der Maschinenbau und die Herstellung von Büromaterial. Die Arbeitslosigkeit beträgt 5,6 %.
Jindřichův Hradec ist eine Universitätsstadt. Im Bezirk sind etwa 45 Naturparks sowie die Naturreservate Mutenská obora und Krabonošská niva. Die Natur und die zahlreichen Denkmäler locken Touristen. Jährlich besuchen die Region etwa 140.000 Menschen, davon 64.000 Ausländer. Die durchschnittliche Aufenthaltsdauer beträgt 4,5 Tage.
Der Bezirk ist reich an Rohstoffen. Gefördert werden Schotter, Sand und Torf. Wichtiger Rohstofflieferant sind auch die vielen Wälder, die 38 % des Bezirks einnehmen. Für den Bezirk typisch sind die 2500 Teiche aus dem 13. Jahrhundert mit Fischzucht, die 6 % der Bezirksfläche einnehmen.
In dem Bezirk hatten viele Adelsgeschlechter ihren Sitz, darunter die Herren von Neuhaus, die Rosenberger, Slavata von Chlum und Koschumberg, Czernin und andere.

## Sehenswürdigkeiten
- Stadt Jindřichův Hradec mit Schloss Jindřichův Hradec
- Třeboň mit zahlreichen Renaissance- und Barockhäusern sowie dem Schloss Třeboň
- Slavonice mit Häusern aus der Renaissance- und der Barockzeit, die reich mit Sgraffito geschmückt sind und unter Denkmalschutz stehen.

## Städte und Gemeinden
| - Báňovice (Banowitz) - Bednárec (Groß Bernharz) - Bednáreček (Klein Bernharz) - Blažejov (Blauenschlag) - Bořetín (Borschetin) - Březina (Bscheschina) - Budeč (Butsch) - Budíškovice (Budischkowitz) - Cep (Trieschel) - Cizkrajov (Sitzgras) - Červený Hrádek (Rothenburg) - České Velenice (Unterwielands) - Český Rudolec (Böhmisch Rudoletz) - Chlum u Třeboně (Chlumetz) - Číměř (Schamers) - Člunek (Hosterschlag) - Dačice (Datschitz) - Dešná (Döschen) - Deštná (Deschna) - Dívčí Kopy (Ditschkop) - Dobrohošť (Dobrohost) - Dolní Pěna (Niederbaumgarten) | - Dolní Žďár (Niedermühl) - Domanín (Domanin) - Doňov (Donow) - Drunče (Druntsch) - Dunajovice (Dunajitz) - Dvory nad Lužnicí (Beinhöfen) - Frahelž (Frahelsch) - Hadravova Rosička (Hadraw Rositschka) - Halámky (Witschkoberg) - Hamr (Hammerdorf) - Hatín (Hatzken) - Heřmaneč (Hermantsch) - Horní Meziříčko (Ober Meseritschko) - Horní Němčice (Ober Niemtschitz) - Horní Pěna (Oberbaumgarten) - Horní Radouň (Ober Radaun) - Horní Skrýchov (Obergrieschau) - Horní Slatina (Oberlatein) - Hospříz (Köpferschlag) - Hrachoviště (Hrachowischt) - Hříšice (Reispitz) - Jarošov nad Nežárkou (Jareschau an der Naser) | - Jilem (Jelmo) - Jindřichův Hradec (Neuhaus) - Kačlehy (Gatterschlag) - Kamenný Malíkov (Stein-Moliken) - Kardašova Řečice (Kardasch Retschitz) - Klec (Kletz) - Kostelní Radouň (Kirchen Radaun) - Kostelní Vydří (Kirchwiedern) - Kunžak (Königseck) - Lásenice (Lassenitz) - Lodhéřov (Riegerschlag) - Lomnice nad Lužnicí (Lomnitz an der Lainsitz) - Lužnice (Luschnitz) - Majdalena (Sankt Maria Magdalena) - Nová Bystřice (Neubistritz) - Nová Olešná (Deutsch Wolleschna) - Nová Včelnice (Neuötting-Vtschelnitz) - Nová Ves nad Lužnicí (Erdweis) - Novosedly nad Nežárkou (Neusattel an der Naser) - Okrouhlá Radouň (Scheiben Radaun) | - Peč (Petschen) - Písečné (Piesling) - Pístina (Pistin) - Plavsko (Altplatz) - Pleše (Plasche) - Pluhův Žďár (Pluhow) - Polště (Poschen) - Ponědraž (Poniedrasch) - Ponědrážka (Poniedraschko) - Popelín (Popelin) - Příbraz (Przibras) - Rapšach (Rottenschachen) - Ratiboř (Rothwurst) - Rodvínov (Riedweis) - Roseč (Rosetsch) - Rosička (Rositschka) - Slavonice (Zlabings) - Smržov (Smerschow) - Staňkov (Stankau) - Staré Hobzí (Alt Hart) - Staré Město pod Landštejnem (Altstadt) - Stráž nad Nežárkou (Platz an der Naser) | - Strmilov (Tremles) - Stříbřec (Silberlos) - Střížovice (Drösowitz) - Studená (Studein) - Suchdol nad Lužnicí (Suchenthal) - Světce (Swietze) - Třebětice (Triebetitz) - Třeboň (Wittingau) - Újezdec (Aujestetz) - Velký Ratmírov (Groß Rammerschlag) - Vícemil (Witzemil) - Višňová (Wischnau) - Vlčetínec (Wilschetinetz) - Volfířov (Wolfers) - Vydří (Widern) - Záblatí (Sablat) - Záhoří (Zahorsch) - Zahrádky (Sachradka) - Žďár (Schdiar) - Županovice (Zoppanz) |